# دانشگاه ورمانت
دانشگاه ورمانت (به انگلیسی: University of Vermont) یک دانشگاه تحقیقاتی دولتی در برلینگتون واقع در ایالت ورمانت آمریکا است که در سال ۱۷۹۱ میلادی بنانهاده شده‌است.